# Улица Дарзауглю
Улица Да́рзауглю (латыш. Dārzaugļu iela) — улица в Центральном районе города Риги, в Гризинькалнсе. Проходит от улицы Пернавас до улицы Земитана; с другими улицами не пересекается.
Общая длина улицы составляет 196 метров. На всём протяжении имеет асфальтовое покрытие. Общественный транспорт по улице не курсирует.

## История
Впервые показана на карте города в 1876 году под названием «Плодовая улица» (нем. Obststrasse, латыш. Augļu iela). (Встречающееся в источниках ошибочное упоминание, будто эта улица ранее назвалась «Горная улица» (латыш. Kalna iela), связано со смешением сведений об улице Дарзауглю и нынешней улице Ауглю). С 1923 года улица носит современное название, которое с тех пор не изменялось.
К началу Второй мировой войны на улице Дарзауглю было пронумеровано 7 земельных участков (все — по чётной стороне). Всю нечётную сторону занимала фабрика свинцовых и цинковых красок, на месте которой позднее разместился Рижский электромеханический завод.

## Застройка
- Дом № 1 — многоквартирный жилой дом, построенный на рубеже XX—XXI веков.
- Дом № 6 — бывший доходный дом Н. Зевара (1911—1912, архитектор Эйжен Лаубе).
- На участке дома № 12 в XX веке действовало литейное производство цветных металлов[2].